# Amphibienfangkreuz

Schematische Darstellung eines Fangkreuzes zur Wanderrichtungsfestellung von Amphibien

Als Amphibienfangkreuze werden terrestrisch einzusetzende Fanggeräte bezeichnet, die vor allem zum Nachweis von wandernden Amphibien im Rahmen feldherpetologischer Untersuchungen (Kartierungen) zum Beispiel zur Klärung von Wanderrichtungen zum Einsatz kommen. Daneben werden Amphibienfangkreuze zur Erfassung von Amphibien in ihren Landlebensräumen genutzt.
Standard ist der Einsatz von Amphibienfangkreuzen mittlerweile beim Amphibienschutz im Rahmen von Trassenfindungsverfahren im Straßenbau, so auch zur Planung von Amphibiendurchlässen.

## Funktionsprinzip
Ein Amphibienfangkreuz besteht aus kreuzförmig ausgerichteten Sperrzäunen unterschiedlichster Materialien mit einer Flügellänge zwischen 5 und 10 m. Im Kreuzungspunkt sind ein Fanggefäß (qualitativ/quantitative Erfassung) oder vier Fanggefäße (zusätzliche Erfassung der Wanderrichtung) in den Boden eingelassen, in denen sich die im Raum bewegenden Amphibien fangen. Da einige Amphibienarten (wie zum Beispiel Molche) gut klettern, wird häufig ein Überkletterungsschutz an den Sperrzäunen angebracht.

## Effektivität
Der Einsatz von Amphibienfangkreuzen ist derzeit die effektivste Methode zum Nachweis der Tiere im Landlebensraum.
Allerdings sollte die Effektivität der Fangkreuze nicht überschätzt werden, da nur ein Bruchteil der wandernden Tiere überhaupt in den Einzugsbereich eines Fangkreuzes kommt. Weiterhin laufen die Tiere nicht immer, wie vielfach angenommen, direkt am Sperrzaun entlang, bis sie in die Eimer fallen, sondern umlaufen gelegentlich die gesamte Anlage. Auch ist die Entweichquote der Tiere aus den Eimern generell sehr hoch und hängt von der Tiefe der verwendeten Eimer ab. Bei den häufig verwendeten Putzeimern (zirka 30 cm tief) liegt für alle Frösche (Raniden und Hyliden) die Entweichquote bei mehr als 80 %. Ähnliche Werte werden von Molchen erreicht. Erst bei Eimern mit mehr als 45 cm Tiefe und einem eigenen Übersteigschutz wird die Zahl der gefangenen Frösche und Molche deutlich erhöht. Für Kröten und ähnlich behäbige Amphibien genügen zumeist Putzeimer.
Da man bei den üblichen Untersuchungen das Ziel verfolgt, alle vorkommenden Arten (bzw. alle streng geschützten Arten) nachzuweisen, ist die Verwendung von tiefen Eimern die Voraussetzung zum Erhalt verlässlicher Ergebnisse. Putzeimer und Ähnliches reichen dann nicht aus.
Auch das Zaunmaterial begrenzt die Effektivität der Fallen. An Gewebematerial können Molche jeglichen Alters hinaufklettern und so die Falle überwinden. Glatte Kunststoffplanen werden nur von ganz jungen Tieren erklettert.
Trotz aller Probleme ist die Anlage von Amphibienfangkreuzen die einzige verlässliche Möglichkeit etwas über die Landhabitatnutzung von Amphibien auszusagen.

## Fangspektrum
Neben den Zielarten (Amphibien) werden häufig in den Fanggefäßen Kleinsäuger gefangen, die, anders als Amphibien, meistens innerhalb kürzester Zeit im Fanggefäß verenden. Um die Mortalitätsrate bei Kleinsäugern gering zu halten, werden häufig Stöckchen in die Fanggefäße gestellt, die es ermöglichen, dass Kleinsäuger den Fangeimer verlassen können.
Als ungewollte Beifänge werden neben Mäusen, Spitzmäusen und Wühlmäusen regelmäßig auch junge Hasen und Kaninchen, Jungvögel, Igel, Laufkäfer und weitere angetroffen.

## Rechtliche Grundlagen
Dem gezielten Einsatz von Amphibienfangkreuzen sind in Deutschland enge gesetzliche Grenzen gesetzt. Da es sich bei der Zielgruppe der Amphibien um nach BNatSchG und BArtSchV um „besonders geschützte“ oder „streng geschützte“ Arten handelt, ist vor dem Einsatz von Amphibienfangkreuzen jeweils eine Ausnahmegenehmigung von der zuständigen Naturschutzbehörde einzuholen.

## Weblink
- Fangkreuz (Memento vom 10. März 2007 im Internet Archive)